# Оясте, Трийн
Трийн Оясте (эст. Triin Ojaste; род. 14 марта 1990, Раквере) — эстонская лыжница, участница Олимпийских игр в Ванкувере. Специализируется в спринтерских гонках. Дочь эстонского биатлониста Калью Оясте.

## Карьера
В Кубке мира Оясте дебютировала в ноябре 2008 года, в декабре 2009 года первый раз попала в тридцатку лучших на этапе Кубка мира, в спринте. Всего на сегодняшний день имеет на своём счету 6 попаданий в тридцатку лучших на этапах Кубка мира, 4 в личном спринте и 2 в командном. Лучшим достижением Оясте в общем итоговом зачёте Кубка мира является 88-е место в сезоне 2011/12.
На Олимпиаде-2010 в Ванкувере заняла 37-е место в спринте и 15-е место в командном спринте.
За свою карьеру принимала участие в двух чемпионатах мира, лучший результат 11-е место в командном спринте на чемпионате мира 2011 года, а в личных гонках 34-е место в спринте на том же чемпионате.
Использует лыжи производства фирмы Fischer.